# UFC Fight Night: Diaz vs. Neer
UFC Fight Night: Diaz vs. Neer,  também conhecido como UFC Fight Night 15, foi um evento de artes marciais mistas promovido pelo Ultimate Fighting Championship, ocorrido em 17 de setembro de 2008 no Omaha Civic Auditorium em Omaha, Nebraska.

## Bônus da Noite
Os lutadores foram premiados com $30,000 em bonus.
- Luta da Noite:  Nate Diaz vs.  Josh Neer
- Nocaute da Noite:  Alessio Sakara
- Finalização da Noite:  Wilson Gouveia

## Bolsas
- Nate Diaz — U$40 000 (U$20 000 pela luta, $20,000 pela vitória)
- Josh Neer — U$9 000

- Clay Guida — U$26 000 (U$13 000 pela luta, U$13 000 pela vitória)
- Mac Danzig — U$15 000

- Alan Belcher — U$26 000 (U$13 000 pela luta, U$13 000 pela vitória)
- Ed Herman — U$16 000

- Eric Schafer — U$12 000 (U$6 000 pela luta, U$6 000 pela vitória)
- Houston Alexander — U$13 000

- Alessio Sakara — U$34 000 (U$17 000 pela luta, U$17 000 pela vitória)
- Joe Vedepo — U$3 000

- Wilson Gouveia — U$36 000 (U$18 000 pela luta, U$18 000 pela vitória)
- Ryan Jensen — U$4 000

- Joe Lauzon — U$20 000 (U$10 000 pela luta, U$10 000 pela vitória)
- Kyle Bradley — U$4 000

- Jason Brilz — U$6 000 (U$3 000 pela luta, U$3 000 pela vitória)
- Brad Morris — U$4 000

- Mike Massenzio — U$6,000 (U$3 000 pela luta, U$3 000 pela vitória)
- Drew McFedries — U$16 000

- Dan Miller — U$10 000 (U$5 000 pela luta, U$5 000 pela vitória)
- Rob Kimmons — U$5 000

## Ligações Externas
- Card de Lutas Oficial